# Isoetes wormaldii
Isoetes wormaldii là một loài dương xỉ trong họ Isoetaceae. Loài này được R. Sim mô tả khoa học đầu tiên.